# Stefano Satta Flores
Stefano Satta Flores (Nápoles, 14 de enero de 1937 - Roma, 22 de octubre de 1985) fue un  fue un actor teatral, cinematográfico y de doblaje y dramaturgo italiano.

## Biografía

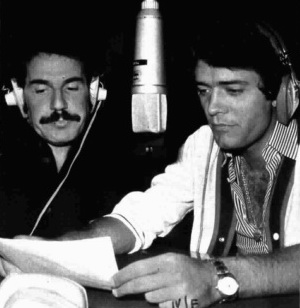
Satta Flores con Gianni Nazzaro en 1975.

Se matriculó en la Facultad de Derecho de la Universidad de Nápoles Federico II, sin embargo dejó la universidad para asistir al Centro Experimental de Cine de Roma, donde se graduó en Interpretación en 1962, apareciendo en un documental de Marco Bellocchio, su compañero de curso. Comenzó a actuar en espectáculos de aficionados y, tras obtener un contrato en el Piccolo Teatro de Milán, entre 1966 y 1968 interpretó textos de Armand Gatti (La vida imaginaria del basurero Augusto G.), Giancarlo Sbragia (El suceso de junio) y William Shakespeare (Enrique V). Tras dejar el Piccolo Teatro, se unió a la cooperativa teatral I compagni di scena con Cristiano Censi e Isabella Del Bianco; el grupo, comprometido políticamente, realizaba trabajos de investigación y seguía la política de descentralización, montando espectáculos en espacios distintos a los tradicionales para interceptar nuevos públicos.
Su actividad teatral se alternó con la televisiva y la cinematográfica; en esta última, Satta Flores tuvo la oportunidad de probarse con grandes directores como Lina Wertmüller (Los Basiliscos, su primer largometraje), Dario Argento (4 moscas sobre terciopelo gris), Ettore Scola (Una mujer y tres hombres, La terraza) y Pasquale Squitieri (La fuerza del silencio, Corleone y El arma). También interpretó al libretista Lorenzo Da Ponte en una serie de televisión en francés sobre la vida de Wolfgang Amadeus Mozart.
En 1979 Satta Flores regresó a tiempo completo al mundo del teatro, esta vez como dramaturgo: escribió varias comedias de costumbres, a menudo con un trasfondo autobiográfico o generacional. Entre los títulos: Dai... proviamo! (1980) dirigida por Ugo Gregoretti; Grandiosa svendita di fine stagione (Premio Flaiano 1981); Una donna normale (1983); Pomeriggio di festa (1983); Per il resto tutto bene (1984).
Satta Flores murió en Roma a la edad de 48 años, aquejado de una grave leucemia. Dejó dos hijas: Francesca, actriz, directora, dramaturga y guionista, que tuvo con su esposa Carla Tedesco, y Margherita, actriz de doblaje, que tuvo con la actriz y dobladora Teresa Ricci.

## Cine
- Ginepro fatto uomo, documental, de Marco Bellocchio (1962)

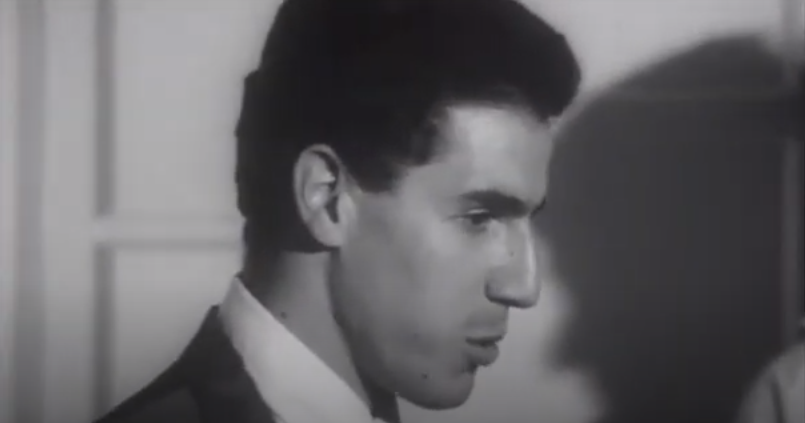
Satta Flores en Gli arcangeli (1963).

- Gli arcangeli, de Enzo Battaglia (1963)
- I basilischi, de Lina Wertmüller (1963)
- Questa volta parliamo di uomini, de Lina Wertmuller (1965)
- Señoras y señores, de Pietro Germi (1966)

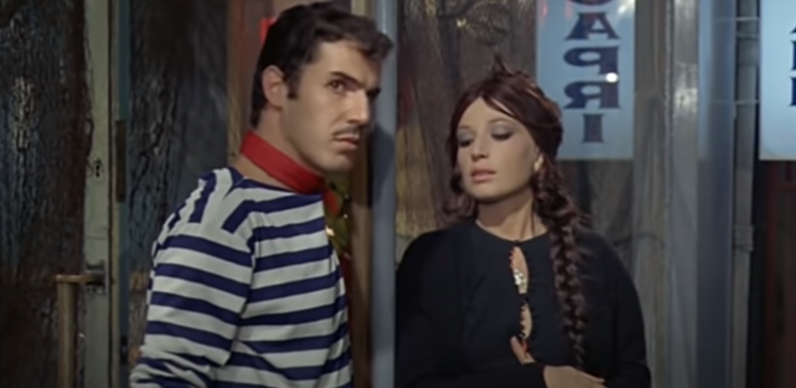
Con Monica Vitti en La ragazza con la pistola (1968).

- La ragazza con la pistola, de Mario Monicelli (1968)
- E venne il giorno dei limoni neri, de Camillo Bazzoni (1970)
- Io non scappo... fuggo, de Franco Prosperi (1970)
- La Califa, de Alberto Bevilacqua (1971)
- 4 mosche di velluto grigio, de Dario Argento (1971)
- Teresa la ladra, de Carlo Di Palma (1972)
- Il generale dorme in piedi, de Francesco Massaro (1972)
- Donnarumma all'assalto, de Marco Leto (1972)
- L'altra faccia del padrino, de Franco Prosperi (1973)

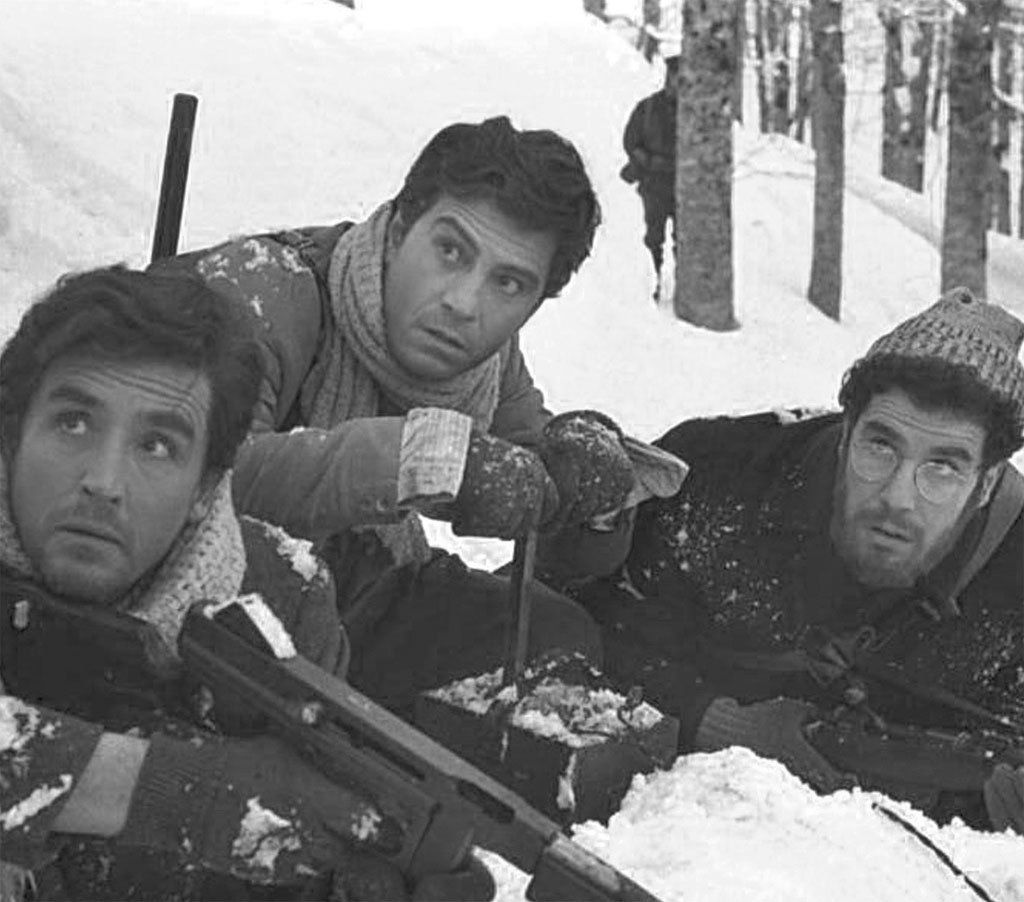
Satta Flores (a la derecha) junto a Vittorio Gassman y Nino Manfredi en C'eravamo tanto amati (1974).

- C'eravamo tanto amati, de Ettore Scola (1974)
- Il gioco della verità, de Michele Massa (1974)
- Quaranta giorni di libertà, regia Leandro Castellani (1974)
- Quanto è bello lu murire acciso, de Ennio Lorenzini (1975)
- Paolo Barca, maestro elementare, praticamente nudista, de Flavio Mogherini (1975)
- Salón Kitty, de Tinto Brass (1975)
- L'Agnese va a morire, de Giuliano Montaldo (1976)
- Perdutamente tuo... mi firmo Macaluso Carmelo fu Giuseppe, de Vittorio Sindoni (1976)
- Colpita da improvviso benessere, de Franco Giraldi (1976)
- La fuerza del silencio, de Pasquale Squitieri (1977)
- Una donna di seconda mano, de Pino Tosini (1977)
- Una spirale di nebbia, de Eriprando Visconti (1977)
- Tanto va la gatta al lardo... - episodio Processo per direttissima, de Marco Aleandri (1978)
- L'arma, de Pasquale Squitieri (1978)
- Corleone, de Pasquale Squitieri (1978)
- Qualcuno sta uccidendo i più grandi cuochi d'Europa, de Ted Kotcheff (1978)
- Enfantasme, de Sergio Gobbi (1978)
- Ridendo e scherzando, de Marco Aleandri (1978)
- Corpi separati, de Vittorio Sindoni (1978)
- Il malato immaginario, de Tonino Cervi (1979)
- Riavanti... Marsch!, de Luciano Salce (1979)
- La terrazza, de Ettore Scola (1980)
- Cento giorni a Palermo, de Giuseppe Ferrara (1984)

## Televisión
- Jack l'infallibile, de Raffaele Meloni, transmitido el 30 de agosto de 1963
- Dalila de Ferenc Molnár, de Giuliana Berlinguer, transmitido el 9 de noviembre de 1965
- Vita di Dante, de Vittorio Cottafavi, 1965
- Melissa, de Daniele D'Anza, miniserie de televisión, 1966
- Luisa Sanfelice, de Leonardo Cortese, miniserie de televisión, 1966
- Il berretto a sonagli de Luigi Pirandello, de Edmo Fenoglio, transmitido el 25 de septiembre de 1970
- Romolo il Grande de Friedrich Dürrenmatt, de Daniele D'Anza, 1971
- Canossa de Giorgio Prosperi, de Silverio Blasi, transmitido el 20/27 de agosto de 1974
- Quaranta giorni di libertà, de Leandro Castellani, 1974
- I vecchi e i giovani, de Marco Leto, 1979
- Accadde ad Ankara, de Mario Landi, 1979
- Ma che cos'è questo amore, de Ugo Gregoretti, miniserie de televisión, 1979

## Doblaje
- Harrison Ford en La guerra de las galaxias, El rabino y el pistolero, El Imperio contraataca, El regreso del Jedi
- Bill Murray en Meatballs
- Bruce Glover en Pisando fuerte
- Paul Newman en Casta invencible
- Tom Skerritt en Alien: el octavo pasajero
- Malcolm McDowell en Los pasajeros del tiempo
- Dudley Moore en 10
- Franco De Rosa en Johnny Oro
- Gabriel Byrne en Cristóbal Colón
- Mario Adorf en Milano calibro 9, La mala ordina
- Danny DeVito en La mortadella
- Angelo Infanti en Ischia operazione amore
- Nazzareno Natale en Detenido en espera de juicio
- Richard Pryor en El expreso de Chicago

## Reconocimientos artísticos
Premio Flaiano de Teatro
| Año  | Categoría   | Obra                                | Resultado |
| ---- | ----------- | ----------------------------------- | --------- |
| 1981 | Mejor autor | Grandiosa svendita di fine stagione | Ganador   |